# Poços de Caldas
Poços de Caldas är en stad och kommun i Brasilien och ligger i delstaten Minas Gerais. Folkmängden uppgår till cirka 160 000 invånare.

## Historia
Poços de Caldas har fått sitt namn efter de närbelägna varma svavelkällorna (latin calidæ aquæ, varma källor) i området. Orten kallades från början Freguesia de Nossa Senhora da Saúde das Águas de Caldas och 1874 blev den ett distrikt inom kommunen Caldas. 1888 blev den en egen kommun.

## Befolkningsutveckling
| Område     | Areal (km²)   | Invånarantal 1 augusti 2000 | Invånarantal 1 augusti 2010 | Invånarantal 1 juli 2014 |
| ---------- | ------------- | --------------------------- | --------------------------- | ------------------------ |
| Kommun     | 547,26        | 135 627                     | 152 435                     | 162 379                  |
| Centralort | Ingen uppgift | 130 826                     | 148 722                     | Ingen uppgift            |